# Нанизам
Нанизам или патуљастост је стање људи и животиња које карактерише необично мала величина или низак раст. Код људи се понекад дефинише као висина одрасле особе мања од 147 центиметара, без обзира на пол. Просечна висина одраслих међу људима са патуљастим растом је 120 центиметара. Интелигенција људи са нанизмом је обично нормална, а већина људи са њом има скоро нормалан животни век. Особе са нанизмом обично могу да имају децу, мада постоје додатни ризици за мајку и дете.
Најчешћи и најпрепознатљивији облик нанизма код људи (који чини 70% случајева) је ахондроплазија, генетски поремећај код којег су удови сићушни. Недостатак хормона раста је одговоран за већину осталих случајева. Постоје и многи други, ређи узроци. Лечење зависи од првобитног узрока.
Особе са генетским поремећајима као што је остеохондродисплазија понекад се могу лечити хируршким путем или физикалном терапијом. Хормонски поремећаји се такође могу лечити терапијом хормоном раста. Особе са нанизмом често користе индивидуалне смештаје, као што је специјализовани намештај. Многе групе за подршку пружају услуге како би помогле појединцима и дискриминацији са којом се могу суочити.